# Nikolaus Bachler (Intendant)

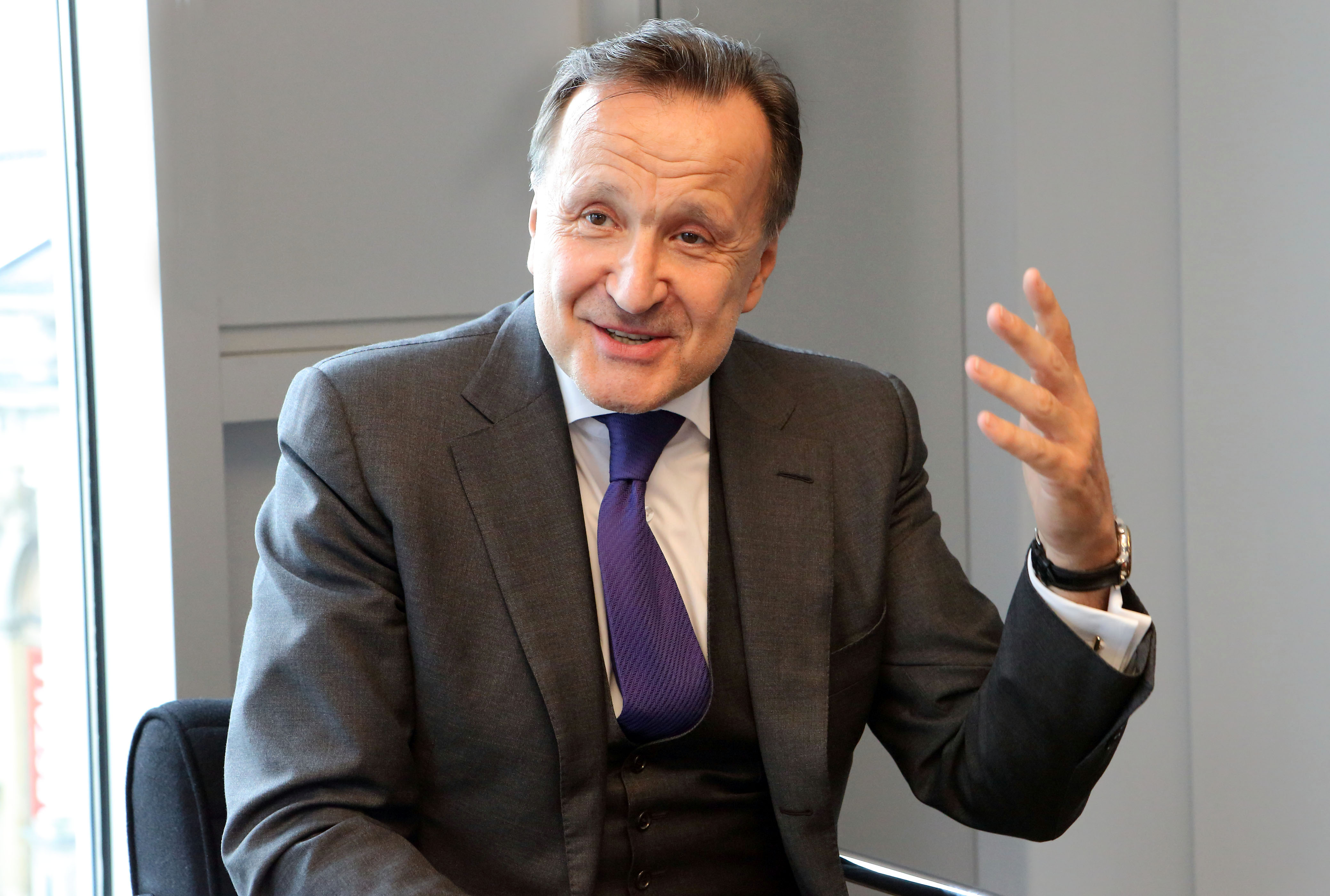
Nikolaus Bachler, 2015

Nikolaus Bachler, bis 2008 Klaus Bachler (* 29. März 1951 in Fohnsdorf, Steiermark) ist ein österreichischer Theater- und Opernintendant und Schauspieler.

## Leben
Klaus Bachler studierte zunächst Schauspiel am Wiener Max-Reinhardt-Seminar. Nach dem Abschluss ging er an das Salzburger Landestheater und war an verschiedenen deutschen Bühnen engagiert. Von 1987 bis 1990 war er künstlerischer Betriebsdirektor des Berliner Schiller-Theaters und ging anschließend für zwei Jahre nach Paris.
1992 kehrte er nach Österreich zurück und wurde zunächst zum Intendanten der Wiener Festwochen ernannt (wo er u. a. in seiner letzten Saison das Kultstück Alma – A Show Biz ans Ende initiierte), anschließend 1996 zum Intendanten der Wiener Volksoper. 1999 übernahm er von Claus Peymann das Wiener Burgtheater.
Von der Spielzeit 2008/2009 bis zur Spielzeit 2020/21 war Klaus Bachler Intendant der Bayerischen Staatsoper in München. Seither nennt er sich wieder nach seinem Geburtsnamen Nikolaus Bachler.
Am 1. Juli 2020 übernahm er die kaufmännische Geschäftsführung der Osterfestspiele Salzburg, ab 2022 wird er dort auch die künstlerische Gesamtverantwortung übernehmen. Er folgt auf Peter Ruzicka, dessen Vertrag am 30. Juni 2020 auslief.

## Tätigkeit am Burgtheater
Die Direktion Bachler stellte für das Burgtheater einen Paradigmenwechsel zur Direktion seines Vorgängers dar. Mit Bachler war ein Kulturmanager Direktor der wichtigsten Bühne Österreichs geworden, der das Theaterevent in den Vordergrund rückte, nicht der streitbare Regisseur, wie sein Vorgänger Peymann. Dafür engagierte er Regisseure wie Luc Bondy, Andrea Breth oder Peter Zadek.
Er verstand Theater als ein Medium mit gesellschaftlicher Verantwortung. Mit der 2007 gestarteten Aktion Kostenlos ins Theater! wurde Schulklassen die Möglichkeit geboten, kostenlos ausgewählte Vorstellungen besuchen zu können.
Auf dem Spielplan fanden sich moderne wie klassische Stücke in unterschiedlichen Inszenierungsstilen. Als Raum für experimentelles Theater und neue Ansätze hatten sich die Spielstätten Vestibül und Kasino etabliert.
Einen thematischen Schwerpunkt setzte Klaus Bachler mit dem bis 2008 laufenden Shakespeare-Zyklus, in dem mit modernen Interpretationen klassischer Shakespeare-Stücke, Lesungen und Vorträgen das Werk und die Zeit Shakespeares und seine Auswirkungen auf die heutige Zeit untersucht wurden.
Weitere Highlights abseits vom Spielplanbetrieb waren die MTV-Unplugged-Konzerte von Die Toten Hosen, veröffentlicht auf dem Album Nur zu Besuch im Jahr 2005, Produktionen von Christoph Schlingensief sowie die Aktion orgien mysterien theater von Hermann Nitsch, beide 2005.

## Auszeichnungen
- 2009: Burgtheater Wien, Ehrenmitgliedschaft[4]
- 2021: Bayerische Staatsoper, Ehrenmitglied

## Sonstiges
Bachler ist als Vertreter der Intendanzen der Bayerischen Staatstheater Mitglied im Rundfunkrat des Bayerischen Rundfunks.